# Dreams Come True (S.E.S.의 노래)
Dreams Come True는 대한민국의 걸 그룹 S.E.S.의 2번째 음반 S.E.S.2(1998년)의 노래이다. 핀란드의 걸 그룹 나일론 비트의 1996년 발매된 Rakastuin mä looseriin(Like a Fool)의 커버곡이다. 핀란드의 프로듀서 리스토 아시카이넨이 처음 작곡했으며 추가 한국어판 작곡은 유영진이 맡았으며 가사는 가수 바다와 유영진이 함께 진행했다.

## 곡 목록
- 디지털 다운로드 / 스트리밍[2]

1. "Dreams Come True" – 3:24
2. "Dreams Come True" (Instrumental) – 3:24